# Perinereis jascooki
Perinereis jascooki är en ringmaskart som beskrevs av Gibbs 1972. Perinereis jascooki ingår i släktet Perinereis och familjen Nereididae. Inga underarter finns listade i Catalogue of Life.